# Liste der Biografien/Diem
Liste der Biografien |
Portal Biografien |
Personensuche
# |
A |
B |
C |
D |
E |
F |
G |
H |
I |
J |
K |
L |
M |
N |
O |
P |
Q |
R |
S |
T |
U |
V |
W |
X |
Y |
Z |
?
 
Da |
Db |
Dc |
Dd |
De |
Dg |
Dh |
Di |
Dj |
Dk |
Dl |
Dm |
Dn |
Do |
Dq |
Dr |
Ds |
Du |
Dv |
Dw |
Dy |
Dz
 
Dia |
Dib |
Dic |
Did |
Die |
Dif |
Dig |
Dih |
Dij |
Dik |
Dil |
Dim |
Din |
Dio |
Dip |
Diq |
Dir |
Dis |
Dit |
Diu |
Div |
Diw |
Dix |
Diy |
Diz
 
Dieb |
Diec |
Died |
Dief |
Dieg |
Dieh |
Diek |
Diel |
Diem |
Dien |
Diep |
Dier |
Dies |
Diet |
Dieu |
Diev |
Diew |
Diez
Die Liste der Biografien führt alle Personen auf, die in der deutschsprachigen Wikipedia einen Artikel haben. Dieses ist eine Teilliste mit 65 Einträgen von Personen, deren Namen mit den Buchstaben „Diem“ beginnt.

## Diem
- Diem, Armin (1903–1951), österreichischer Mundartdichter
- Diem, August (1848–1895), Schweizer Unternehmer und Politiker
- Diem, Carl (1882–1962), deutscher Sportfunktionär und -wissenschaftler, Urheber des olympischen FackellaufsCarl Diem (1882–1962)

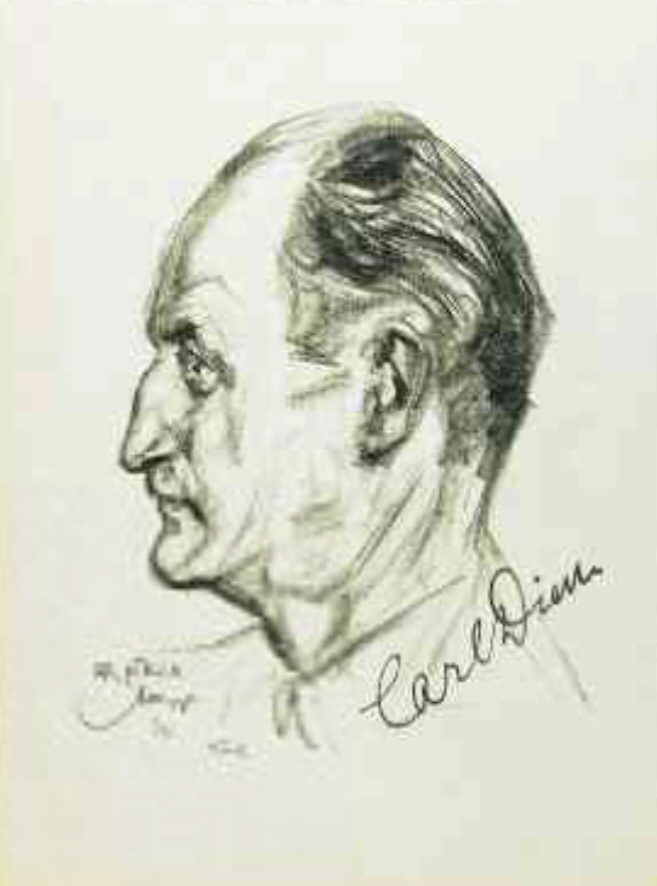
Carl Diem (1882–1962)

- Diem, Dominik (* 1997), Schweizer Eishockeyspieler
- Diem, Eduard (* 1929), österreichischer Maler, Grafiker und Bildhauer
- Diem, Emmo (1934–2022), österreichischer Musiker, Publizist und Graphiker
- Diem, Frank (* 1955), deutscher Jurist und Autor
- Diem, Hans (* 1949), Schweizer Politiker (SVP) des Kantons Appenzell Ausserrhoden
- Diem, Harald (1913–1941), deutscher evangelischer Theologe
- Diem, Hermann (1900–1975), deutscher evangelischer Pastor und Theologe
- Diem, Josef (1900–1962), österreichischer Politiker (SPÖ), Vorarlberger Landtagsabgeordneter
- Diem, Julius (1886–1952), österreichischer Politiker (CSP), Landtagsabgeordneter zum Vorarlberger Landtag
- Diem, Liselott (1906–1992), deutsche Sportpädagogin
- Diem, Ludwig (1882–1978), deutscher Arzt und Ärztefunktionär
- Diem, Matthias (* 1956), deutscher Schauspieler, Regisseur und Unternehmenscoach
- Diem, Mike van (* 1959), niederländischer Filmregisseur und Drehbuchautor
- Diem, Otto (1875–1950), Schweizer Psychiater und Neurologe
- Diem, Paul (1908–1988), Schweizer Bahndirektor
- Diem, Peter (* 1937), österreichischer Publizist, Medienwissenschaftler und Mitherausgeber des Austria-Forums
- Diem, Ulrich (1871–1957), Schweizer Reaktor, Autor, Gemeinderatsmitglied und Theaterdirektor
- Diem, Werner (* 1944), deutscher Islamwissenschaftler, Professor der Islamwissenschaft und Semitistik

### Diema
- Diemair, Willibald (1899–1991), deutscher Chemiker sowie Hochschullehrer
- Dieman-Dichtl, Kurt (1923–2009), österreichischer Opernsänger und Autor
- Diemand, Karl-Heinz (* 1954), deutscher Fußballspieler
- Diemann, Franz († 1527), deutscher Lübecker Domherr
- Diemar, Ernst Hartmann von (1682–1754), deutscher kaiserlich-königlicher Generalfeldmarschall
- Diemar, Frank (* 1963), deutscher Heraldiker und Marketingexperte
- Diemar, Johann Adam von (1674–1747), sächsischer General der Infanterie

### Diemb
- Diemberger, Kurt (* 1932), österreichischer Bergsteiger, Filmemacher, Fotograf und AutorKurt Diemberger (* 1932)

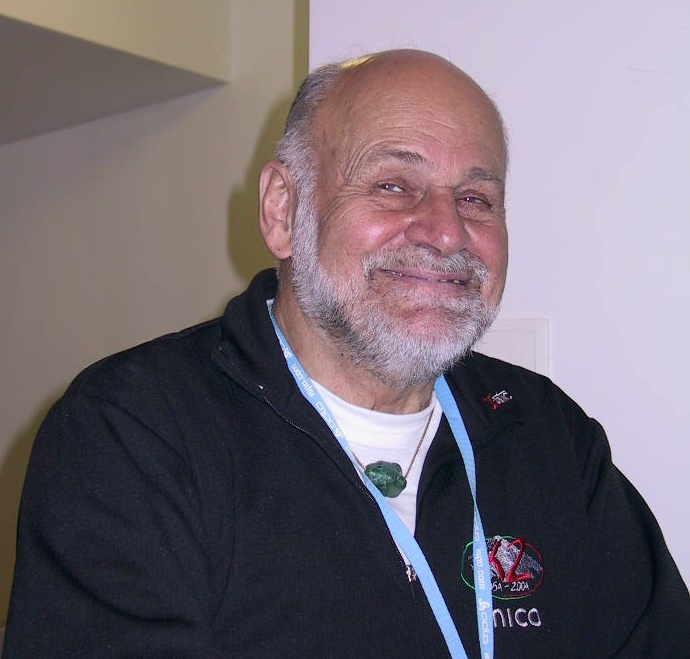
Kurt Diemberger (* 1932)

### Dieme
- Diemecke, Enrique (* 1952), mexikanischer Dirigent und Komponist
- Diemel, Johann Stephan Anton (1763–1821), deutscher Arzt und Schriftsteller
- Diemen, Antonio van (1593–1645), Generalgouverneur von Niederländisch-Indien
- Diemen, Ursula van (1897–1988), deutsche Sängerin und Schauspielerin
- Diemer, Alwin (1920–1986), deutscher Philosoph
- Diemer, Anne (* 1981), deutsche Schauspielerin
- Diemer, August Ludwig (1774–1855), deutscher Rechtsgelehrter
- Diemer, Brian (* 1961), US-amerikanischer Hindernisläufer
- Diemer, Bruno (1924–1962), deutscher Maler
- Diemer, Daniel (* 1996), kanadischer Filmschauspieler
- Diemer, Emil Joseph (1908–1990), deutscher SchachspielerEmil Joseph Diemer (1908–1990)

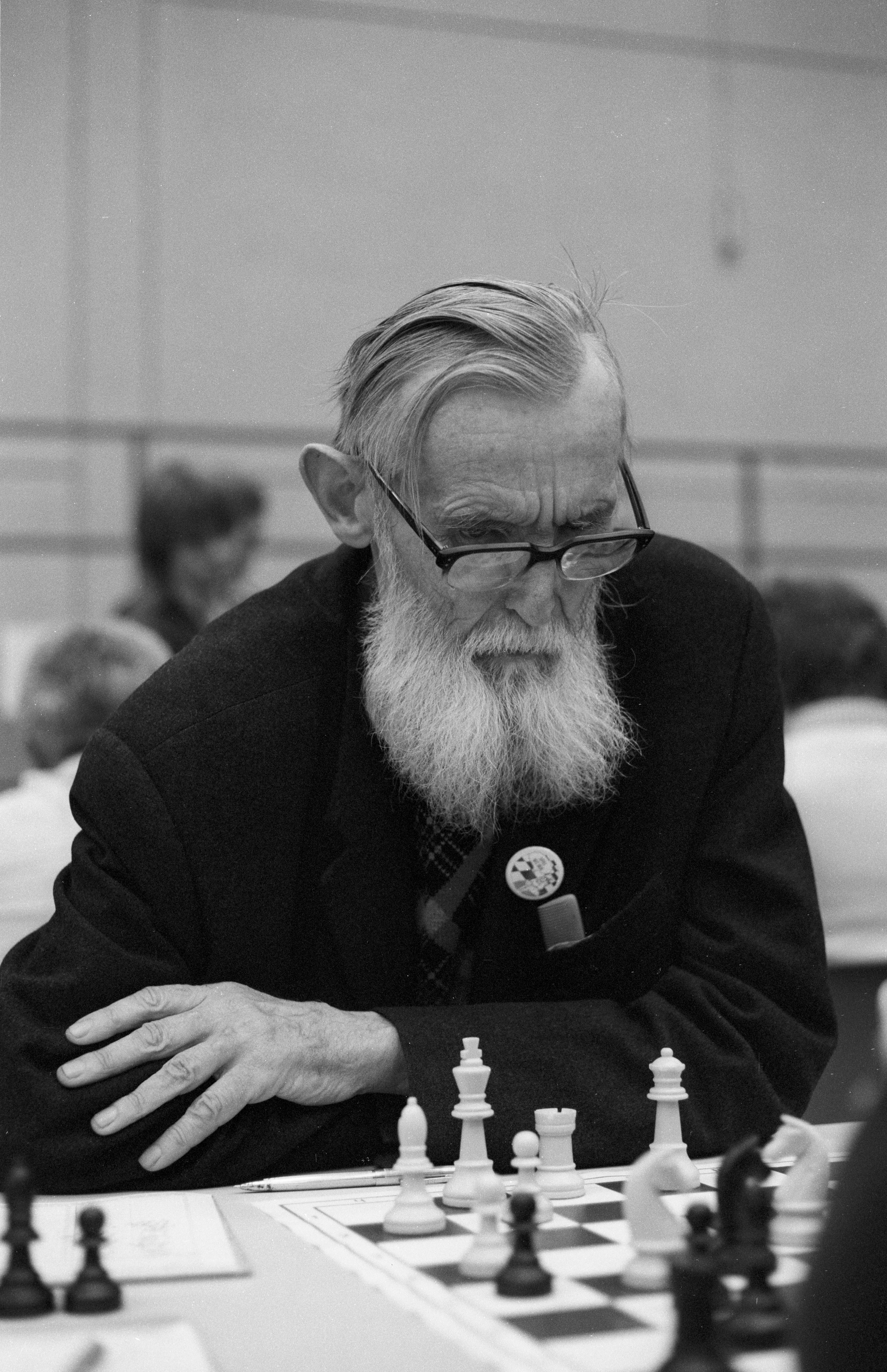
Emil Joseph Diemer (1908–1990)

- Diemer, Emma Lou (1927–2024), US-amerikanische Komponistin und Hochschullehrerin in Santa Barbara, Kalifornien
- Diemer, Erwin Ludwig (1923–1990), deutscher katholischer Geistlicher
- Diemer, Franz Zeno (1889–1954), deutscher Pilot
- Diemer, Johannes († 1896), deutscher Hotelier, Chorleiter und Schauspieler
- Diemer, Karl (1926–2023), deutscher Kunstkritiker
- Diemer, Kurt (1893–1953), deutscher Fußballspieler
- Diemer, Kurt (* 1942), deutscher Historiker und Archivar
- Diémer, Louis (1843–1919), französischer Pianist und Komponist
- Diemer, Ludwig (1828–1894), deutscher Architekt und Baubeamter
- Diemer, Michael Zeno (1867–1939), deutscher Maler
- Diemer, Sascha (* 1976), deutscher Snookerspieler
- Diemer, Wilhelm Zeno (1902–1978), deutscher Schauspieler bei Bühne und Fernsehen
- Diemer-Heilmann, Michel (1842–1919), deutscher Politiker (Zentrum)
- Diemer-Nicolaus, Emmy (1910–2008), deutsche Politikerin (FDP/DVP), MdL und MdB
- Diemerbroeck, Isbrand van (1609–1674), niederländischer Mediziner
- Diemers, Mark (* 1993), niederländischer Fußballspieler
- Diemers, Renate (* 1938), deutsche Politikerin (CDU), MdB
- Diemert, Anke (* 1976), deutsche Medizinerin, Professorin für Hebammenwissenschaft, Geburtshilfe und Pränatalmedizin

### Diemi
- Dieminger, Martin († 1460), deutscher Geistlicher
- Dieminger, Walter (1907–2000), deutscher Geophysiker und Hochfrequenztechniker

### Dieml
- Diemling, Patrick (* 1983), deutscher SchauspielerPatrick Diemling (* 1983)

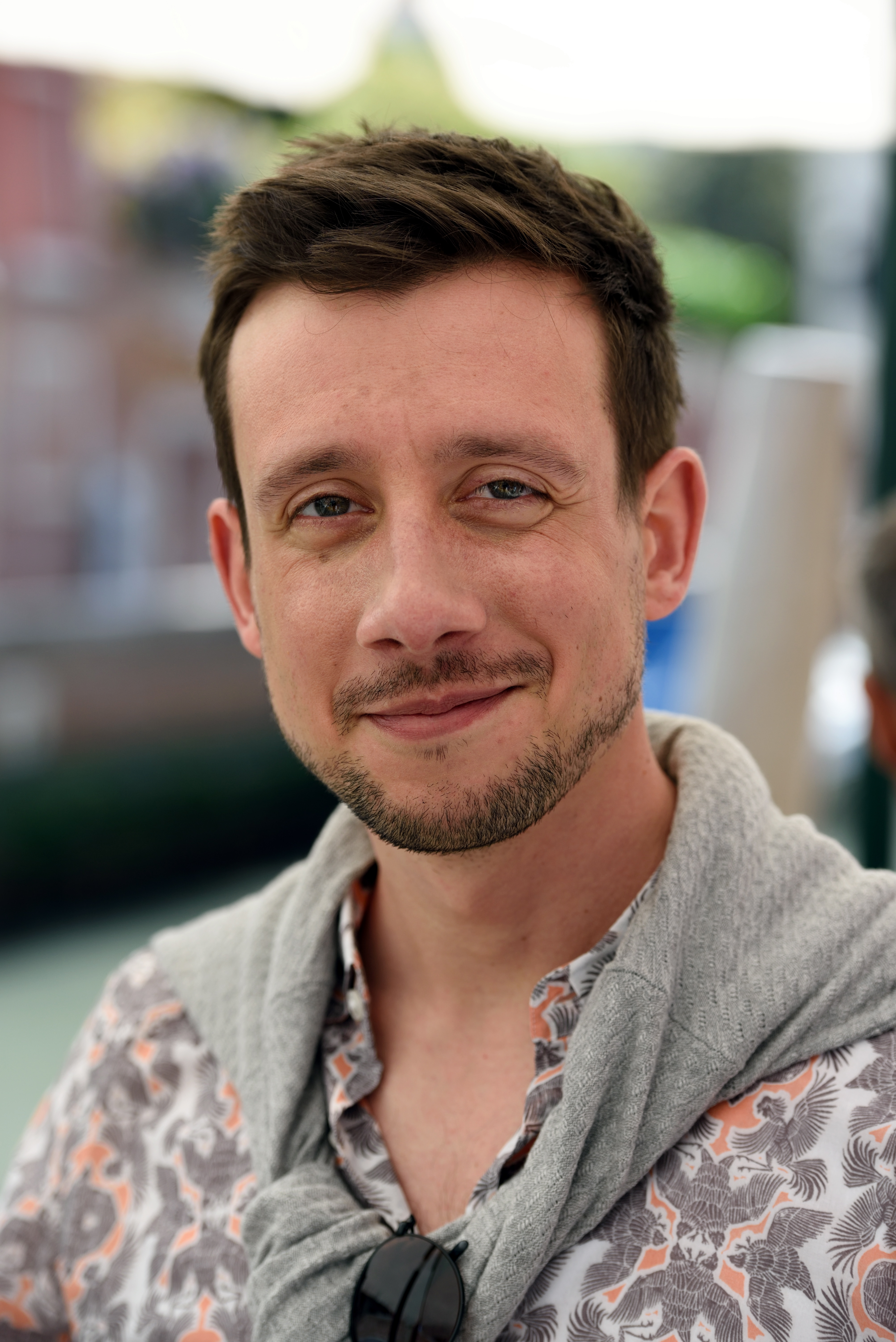
Patrick Diemling (* 1983)

### Diemo
- Diemo von Prozelten, Graf von Prozelten
- Diémoz, Federica (1975–2019), italienische und Schweizer Romanistin

### Diemu
- Diemunsch, Étienne (* 1988), französischer Triathlet und Duathlet
- Diemut von Wessobrunn, katholische Ordensschwester, Reklusin und Buchillustratorin